# Tinja-Riikka Korpela
Tinja-Riikka Korpela (née le 5 mai 1986) est une joueuse de football internationale finlandaise. Elle évolue au poste de gardienne de but au Servette FC. Elle est l'actuelle capitaine de l'équipe de Finlande.

## Biographie

### En club
Korpela commence sa carrière en jouant pour le Oulun Luistinseura, club de la ville de Oulu en Finlande. Elle passera ensuite au SC Raisio. Par la suite, elle passe au FC Honka, c'est avec cette équipe qu'elle remportera le championnat de Finlande de football féminin trois fois de suite entre 2006 et 2008. C'est avec cette équipe qu'elle fera ses débuts en Ligue des champions féminine de l'UEFA avec une défaite de 2 à 1 face au Valur Reykjavik au premier tour de qualification le 9 août 2007, elle jouera au total sept matchs en Ligue des champions avec cette équipe. À la suite de son départ d'Espoo, elle part pour la Norvège où elle se joint au Kolnotn IL Fotball puis au Lillestrøm Sportsklubb Kvinner avec qui elle remporte le championnat de Norvège de football féminin en 2012. 
Le 6 juillet 2021, elle rejoint Tottenham Hotspur.

### International
Korpela participe au Championnat d'Europe de football féminin des moins de 19 ans 2005 avec l'équipe finlandaise et fera ses débuts en compétition internationale durant cette compétition avec une défaite de 2 à 1 contre la formation suisse le 2 août 2004. L'année suivante, elle participe au coupe du monde de football féminin des moins de 20 ans 2006. Le 7 mars 2007, Korpela devient international en jouant son premier match avec l'équipe de Finlande de football féminin. Depuis, elle a participé à deux phases finales de la coupe du monde de football féminin, soit en 2009 et en 2013. Pour l'édition de 2013, elle est capitaine de son équipe nationale et retient l'attention en empêchant l'Italie de trouver le fond du filet durant le premier match de la compétition,. Au total, elle a joué 11 matchs en Championnat d'Europe de football féminin des moins de 19 ans et 10 en Championnat d'Europe de football féminin.

## Trophée
- Championne de Finlande : 2006, 2007 et 2008[3] avec le FC Honka.
- Championne de Norvège : 2012[3] avec le Lillestrøm Sportsklubb Kvinner.